# Krasnooktiabrski (Adiguèsia)
|  | Per a altres significats, vegeu «Krasnooktiabrski». |

Krasnooktiabrski - Краснооктябрьский (rus) és un possiólok de la República d'Adiguèsia, a Rússia. Es troba a la confluència dels rius Kurdjips i Bélaia, a 10 km al nord-oest de Tulski i a 4 km al sud de Maikop.
Pertanyen a aquest municipi les stanitses de Daguestànskaia, Kurdjípskaia, els khútors de Krasni Most, Sadovi i els possiolki de Mirni, Priretxni, Spokoini i Tabatxni.